# Valtice (stacja kolejowa)
Valtice – stacja kolejowa w Valticach, w kraju południowomorawskim, w Czechach. Znajduje się na wysokości 190 m n.p.m.
Jest zarządzana przez Správę železnic. Na stacji nie ma możliwości zakupu biletu, a obsługa podróżnych odbywa się w pociągu.

## Linie kolejowe
- 246 Břeclav - Znojmo